# Cimetière de la Présentation
Le cimetière de la Présentation de la Vierge (Vvedenskoïe kladbichtche) est un cimetière de Moscou, réservé au début de sa fondation aux chrétiens non-orthodoxes. Il est aussi appelé le cimetière allemand. Il se situe dans le quartier de Lefortovo.
Ce cimetière de 20 hectares a été nationalisé en 1918 et accueille depuis les dépouilles de défunts d'autres religions, majoritairement orthodoxes, ou athées.
Un carré français, propriété de la République française, abrite en particulier les monuments funéraires des pilotes français de l'escadrille Normandie-Niémen.

## Histoire
Le cimetière est fondé après un oukaze impérial de 1771 interdisant, comme d'ailleurs ce sera le cas en Europe, les inhumations dans les églises et près des églises, à cause des épidémies. Le cimetière se trouve alors à la limite de la ville, près de la prison de Lefortovo. Des communautés importantes d'Allemands, luthériens ou catholiques y demeuraient. On remarque aussi dans le cimetière un certain nombre de chapelles funéraires catholiques, appartenant à des familles fortunées originaires de Pologne et des tombes de personnes venues d'Italie et des pays du Nord. Les tombes orthodoxes viendront plus tard après 1918.
Le cimetière accueille aussi tout au long du XIXe siècle des tombes de soldats étrangers, les Français de la Grande Armée de 1812, dont un obélisque érigé en 1889 par la République française rappelle le souvenir, des Autrichiens, des Allemands, des Baltes ayant combattu dans l'armée russe, ainsi que des soldats de l'Empire d'autres confessions (Polonais, Germano-baltes, etc.) On remarque aussi les tombes de prisonniers allemands et autrichiens de la Première Guerre mondiale.
Ce cimetière est célèbre pour les Russes, pour abriter la dépouille de François Lefort (compagnon de Pierre le Grand qui donna le nom au quartier) exhumée d'un cimetière démoli au XIXe siècle pour être placée ici, ainsi que celle du général Patrick Gordon, ami du tsar, replacée en 1877. 
Le cimetière souffre d'un certain état d'abandon.

## Galerie

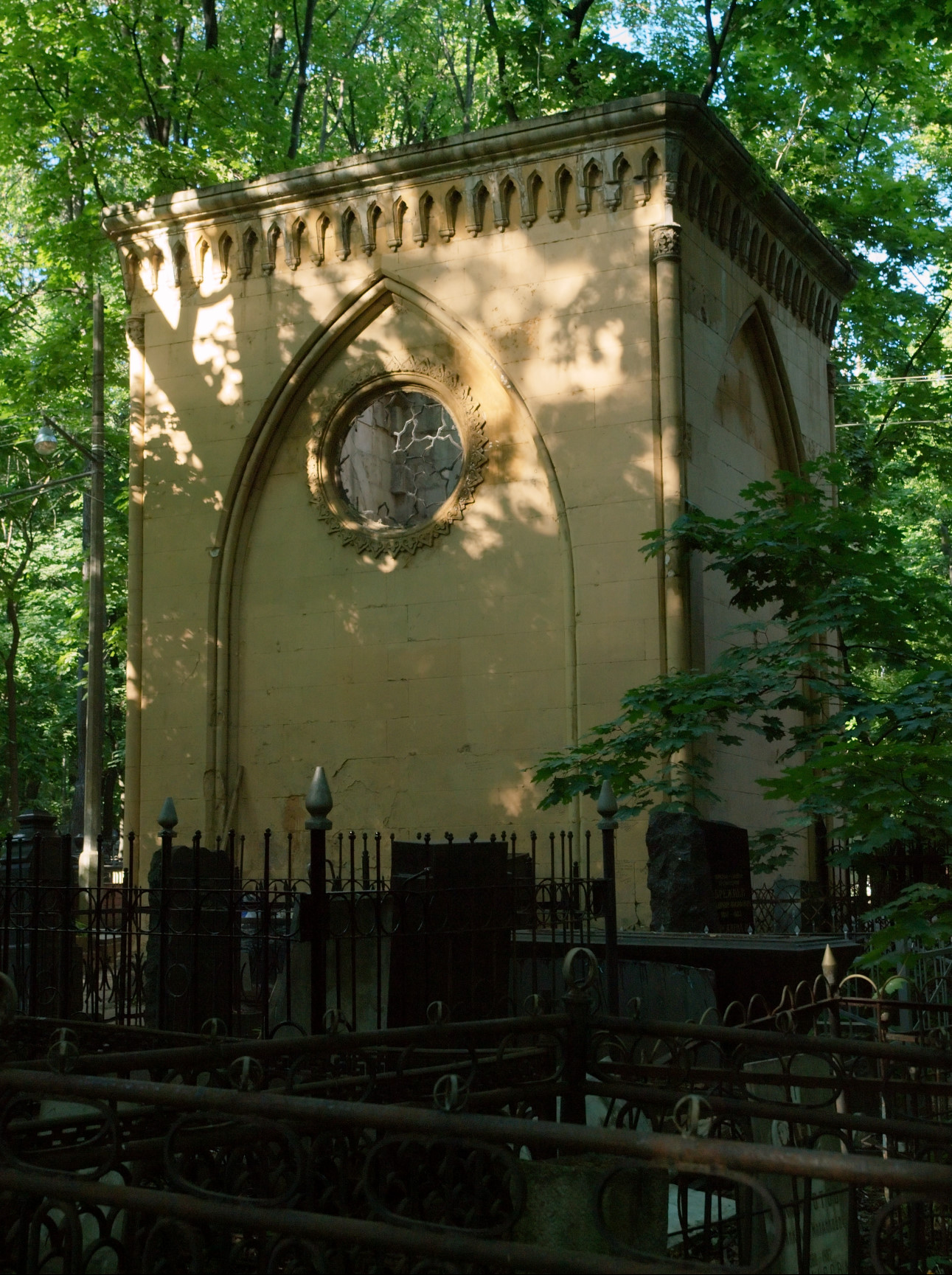
Chapelle funéraire néogothique
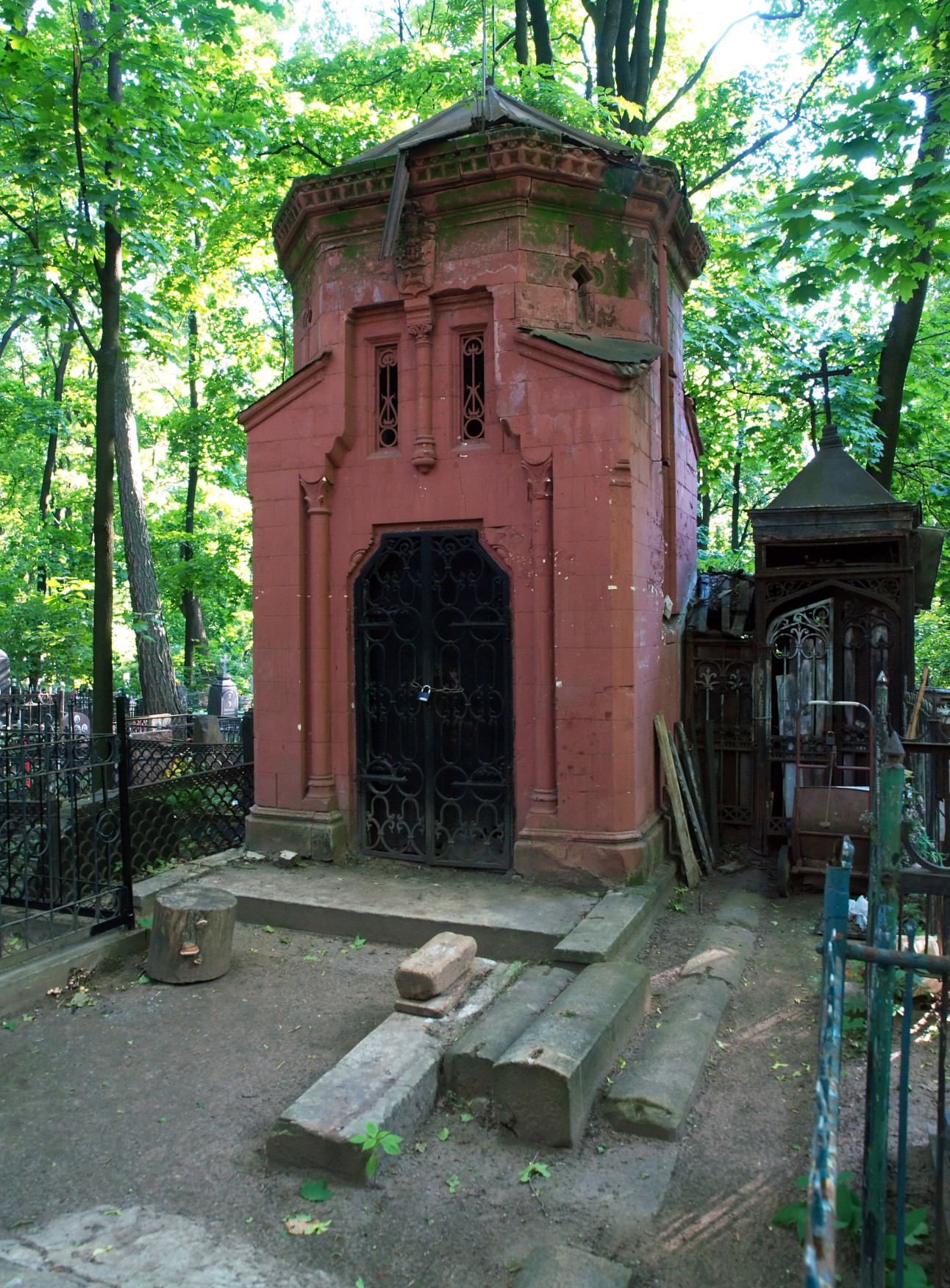
Chapelle funéraire familiale
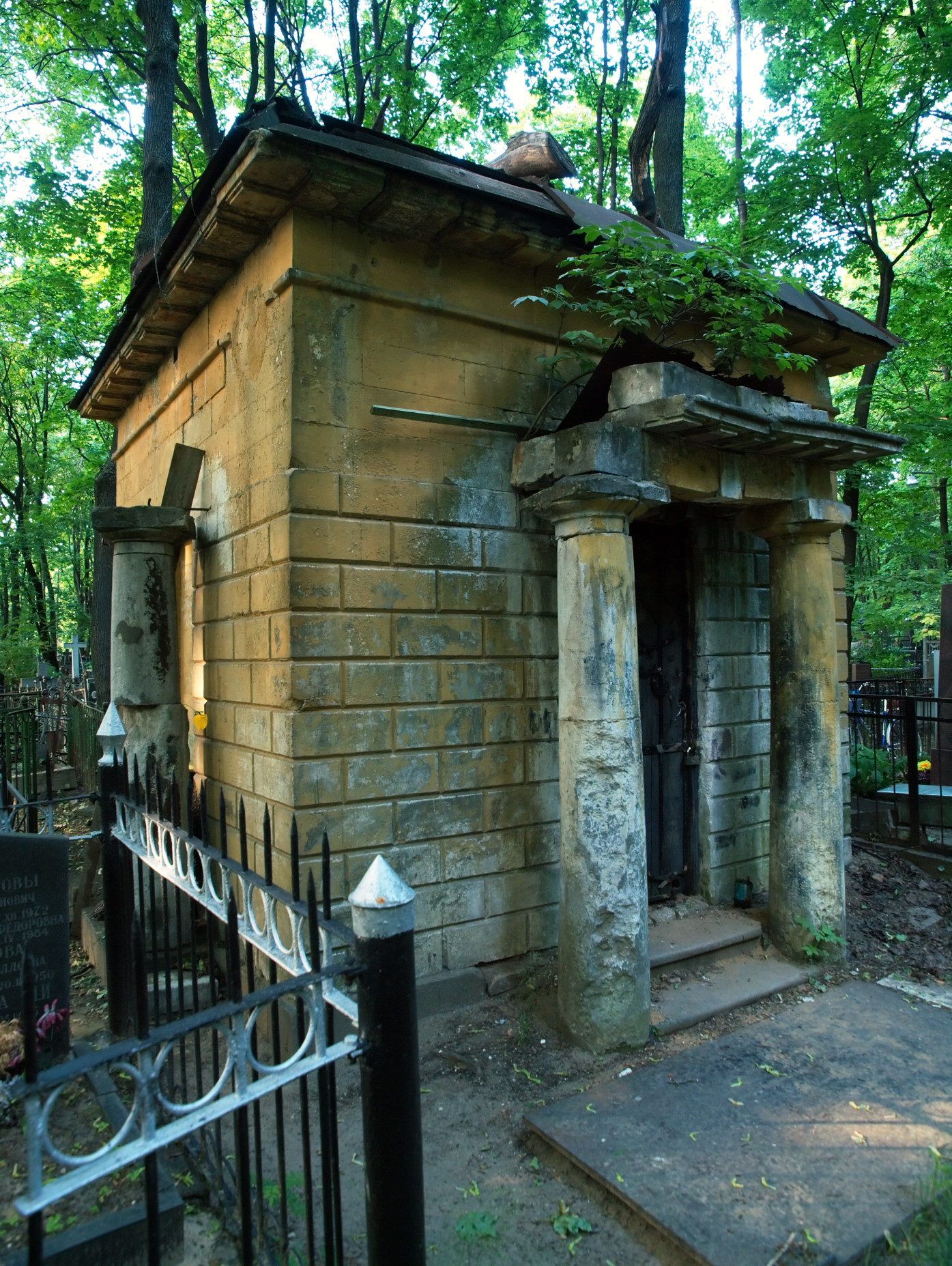
Chapelle néoclassique de la famille Moussine-Pouchkine
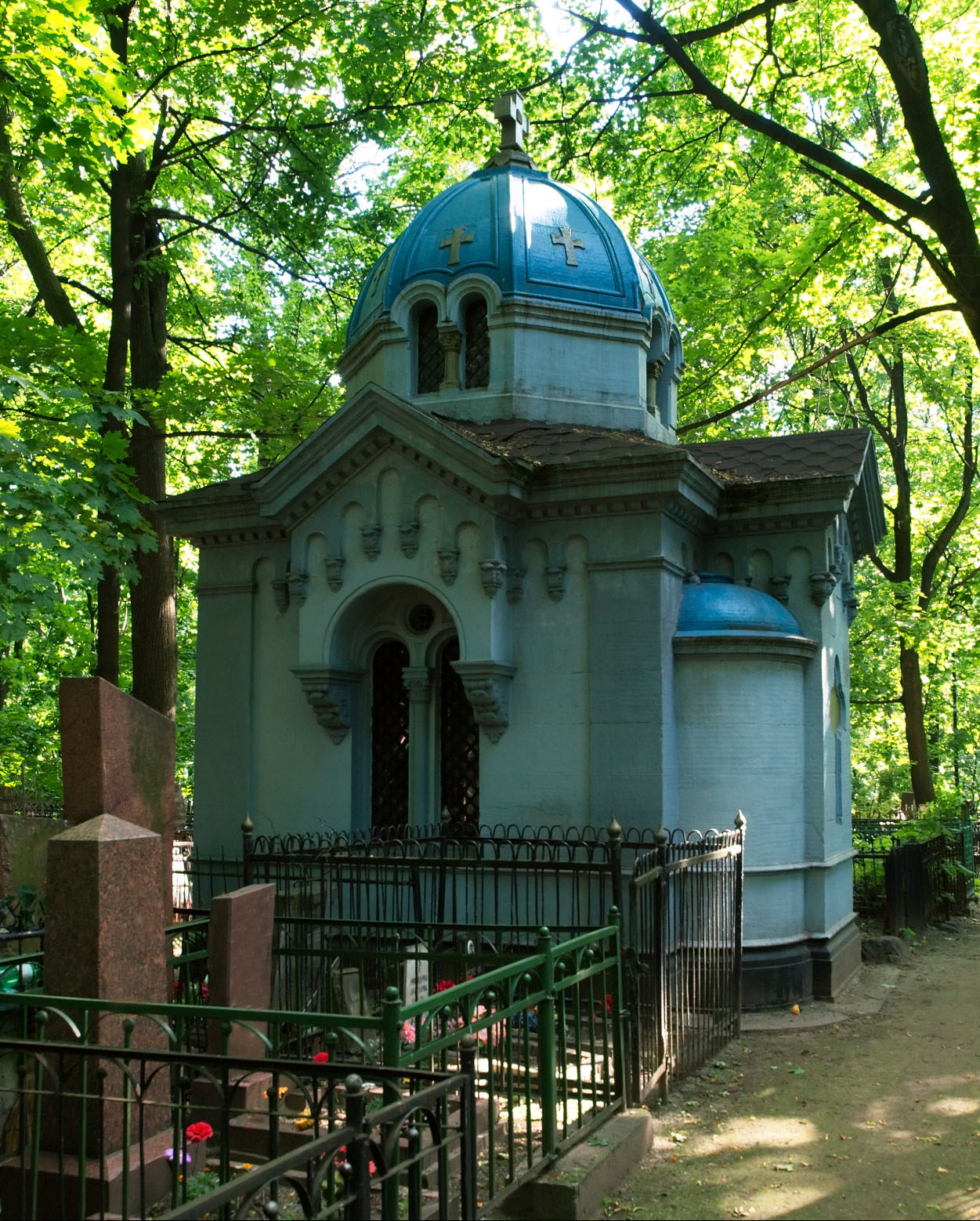
Chapelle anglaise

## Personnalités inhumées au cimetière de la Présentation

### Avant 1917
- Santino Campioni, sculpteur italien
- Francesco Camporesi, architecte et peintre italien
- Karl Davidov, violoncelliste et compositeur
- John Field, compositeur
- Gotthelf Fischer von Waldheim, paléontologue
- Friedrich Hass, médecin et philanthrope
- Gustav List, entrepreneur et philanthrope
- Lucien Olivier, cuisinier français
- Christian Paul Pabst, compositeur et pianiste
- Paul von der Pahlen, général de cavalerie
- Karl Renard, naturaliste
- Charles Roulier, zoologiste
- Nikolai Zoege von Manteuffel, général d'infanterie

#### Galerie

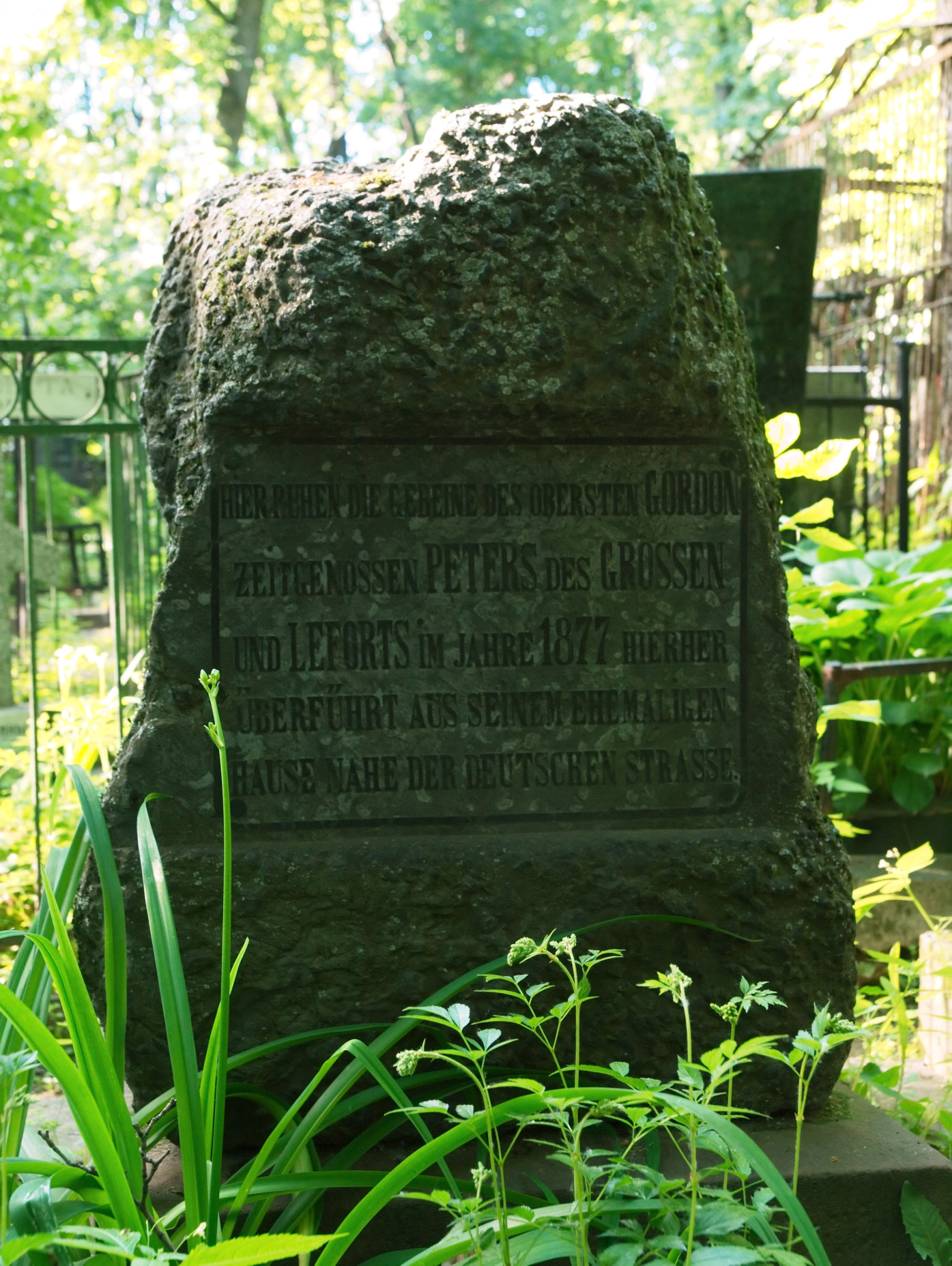
Stèle de Patrick Gordon
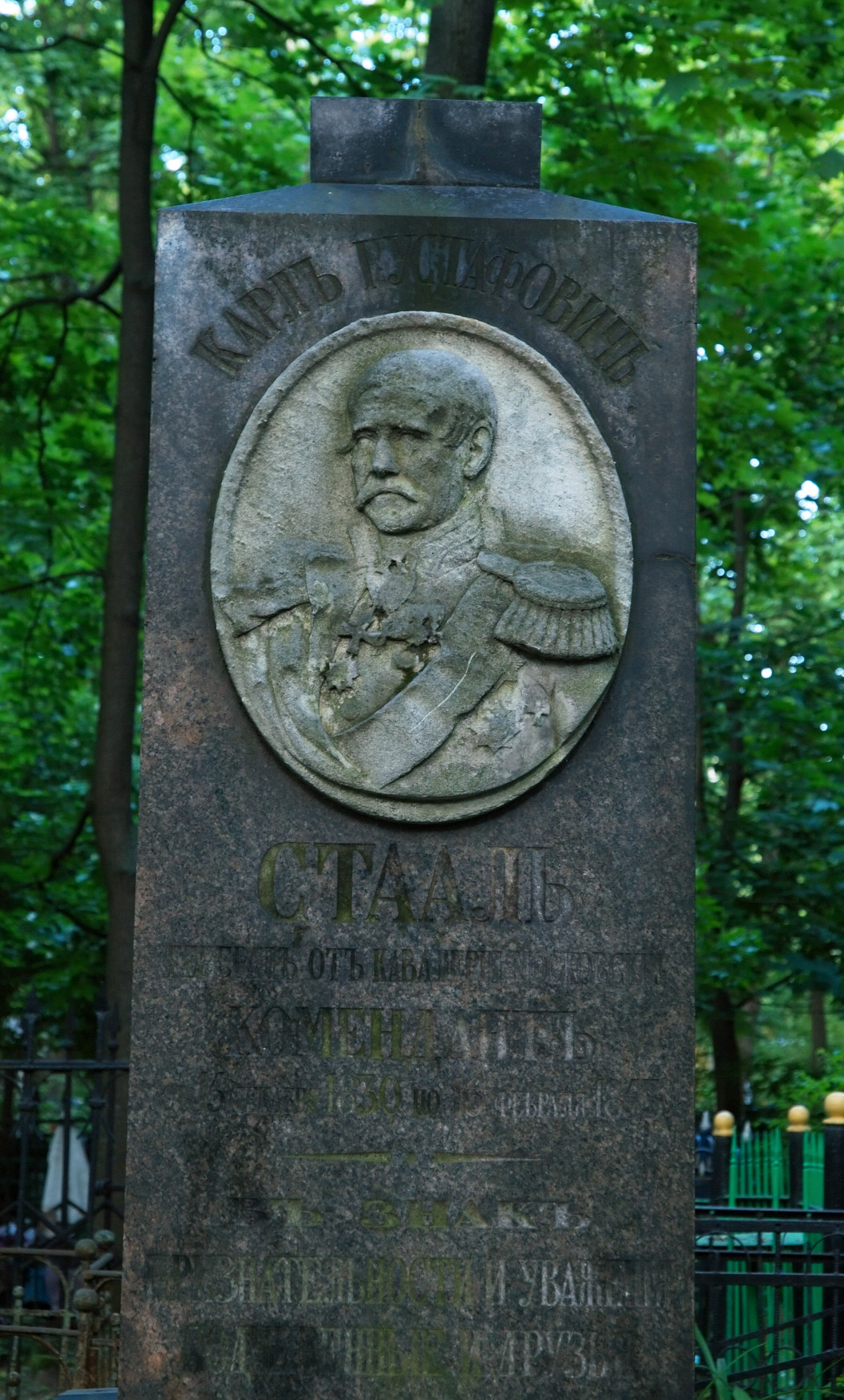
Sépulture du général de cavalerie Karl Staahl
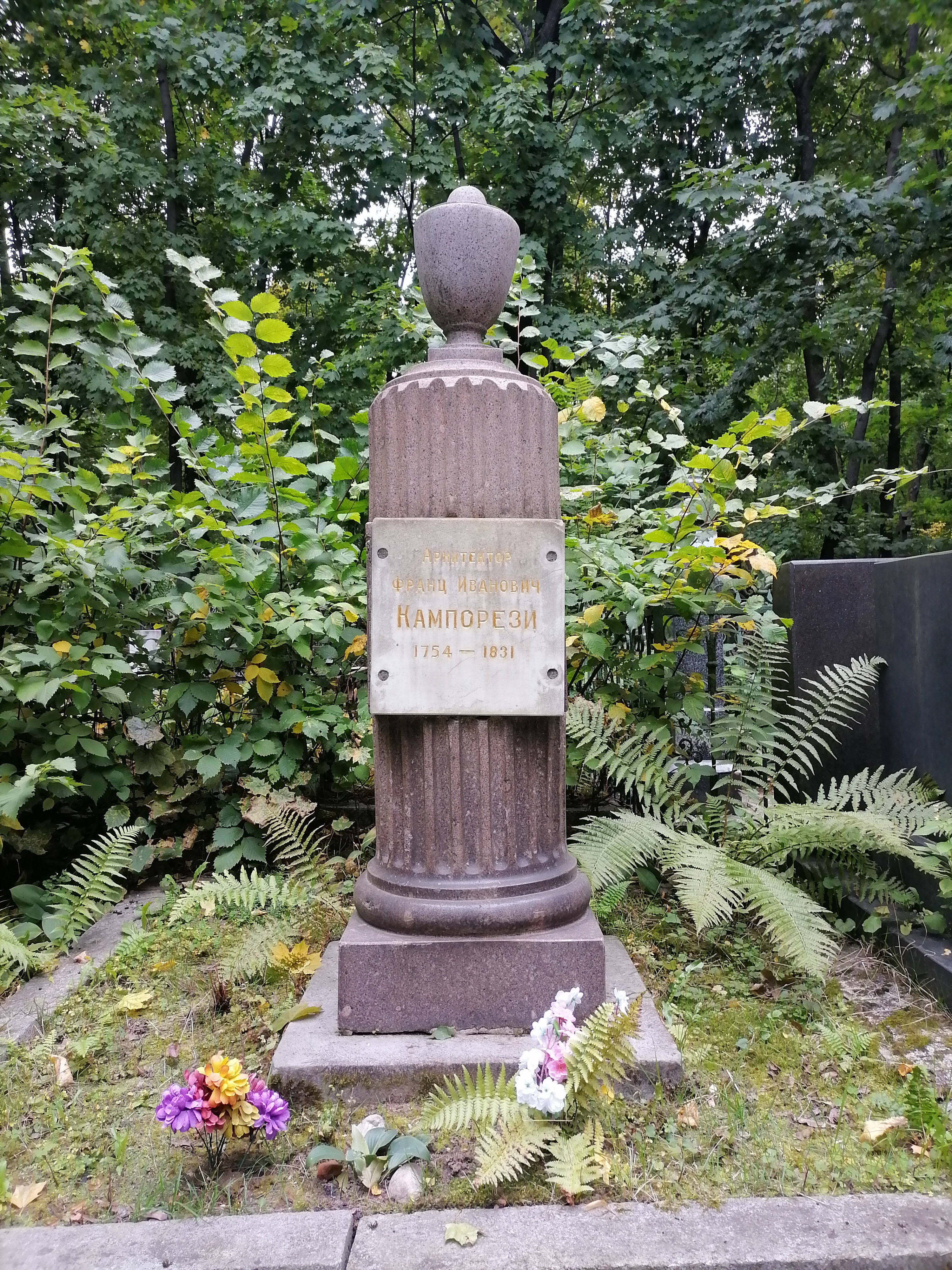
Stèle de Francesco Camporesi
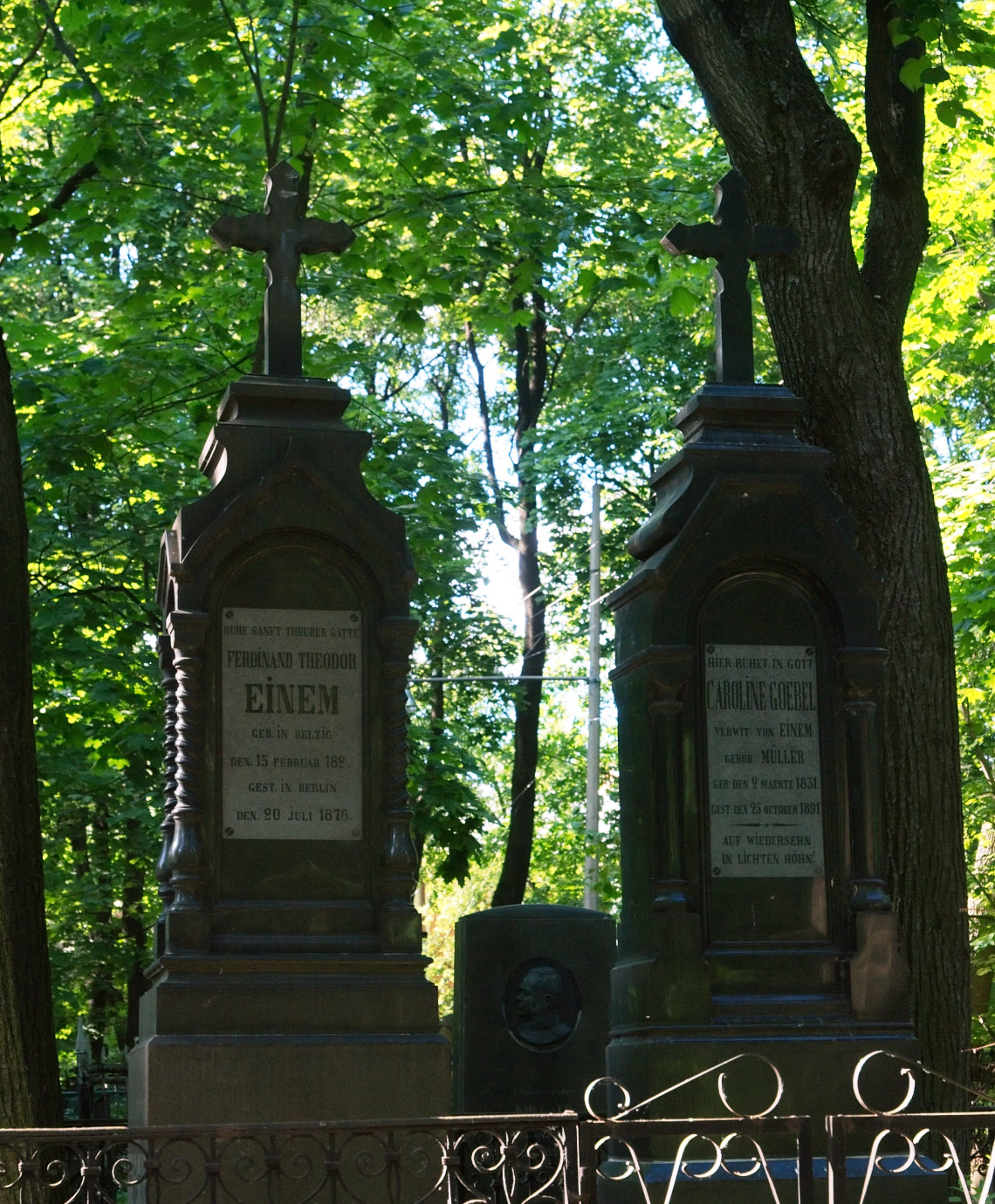
Tombe de Theodor Einem et de son épouse, fondateur de l'usine moscovite de chocolat Einem, devenue la fameuse usine Krassny Oktiabr (Octobre rouge)
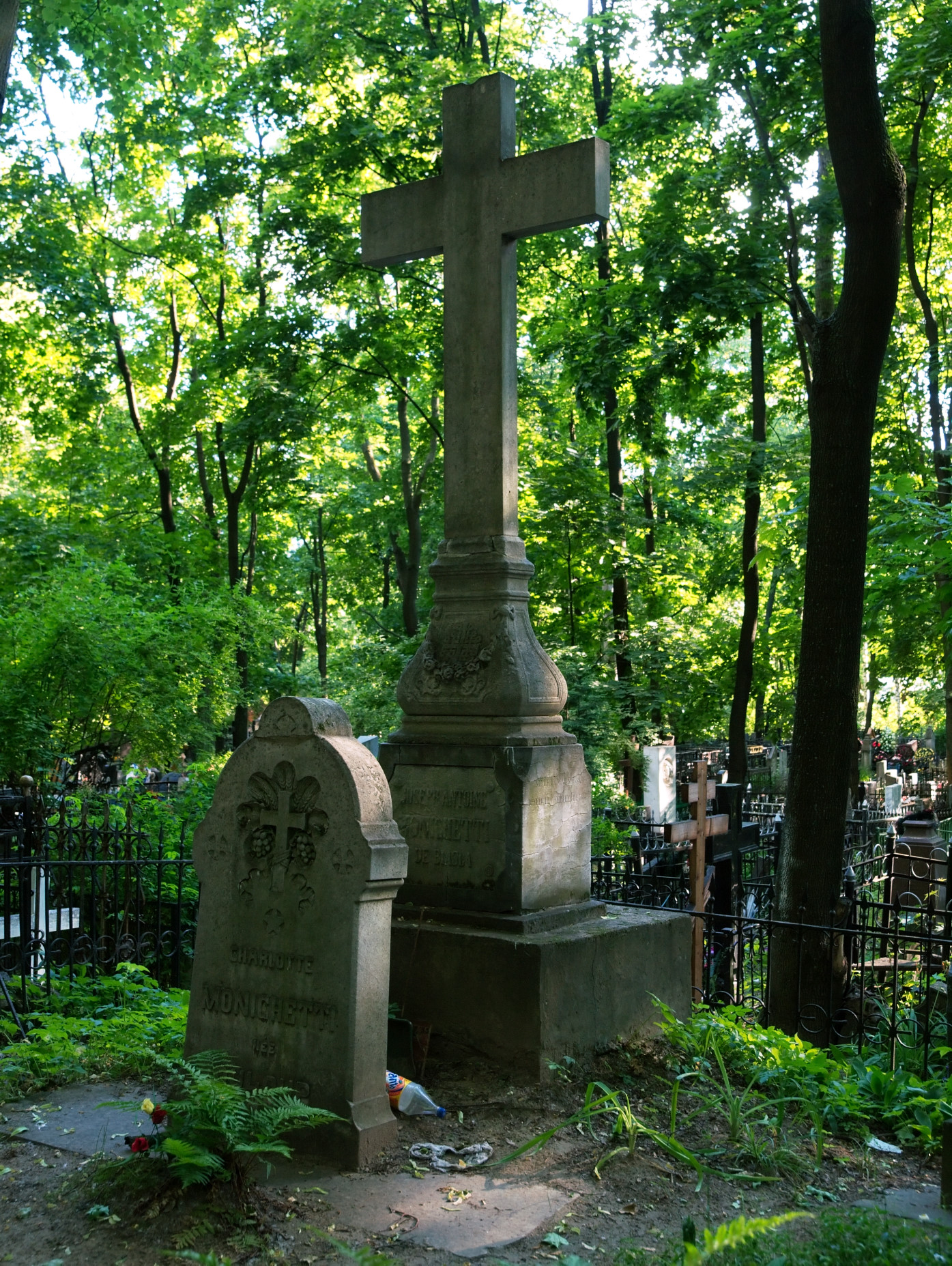
Tombe de la famille Monighetti
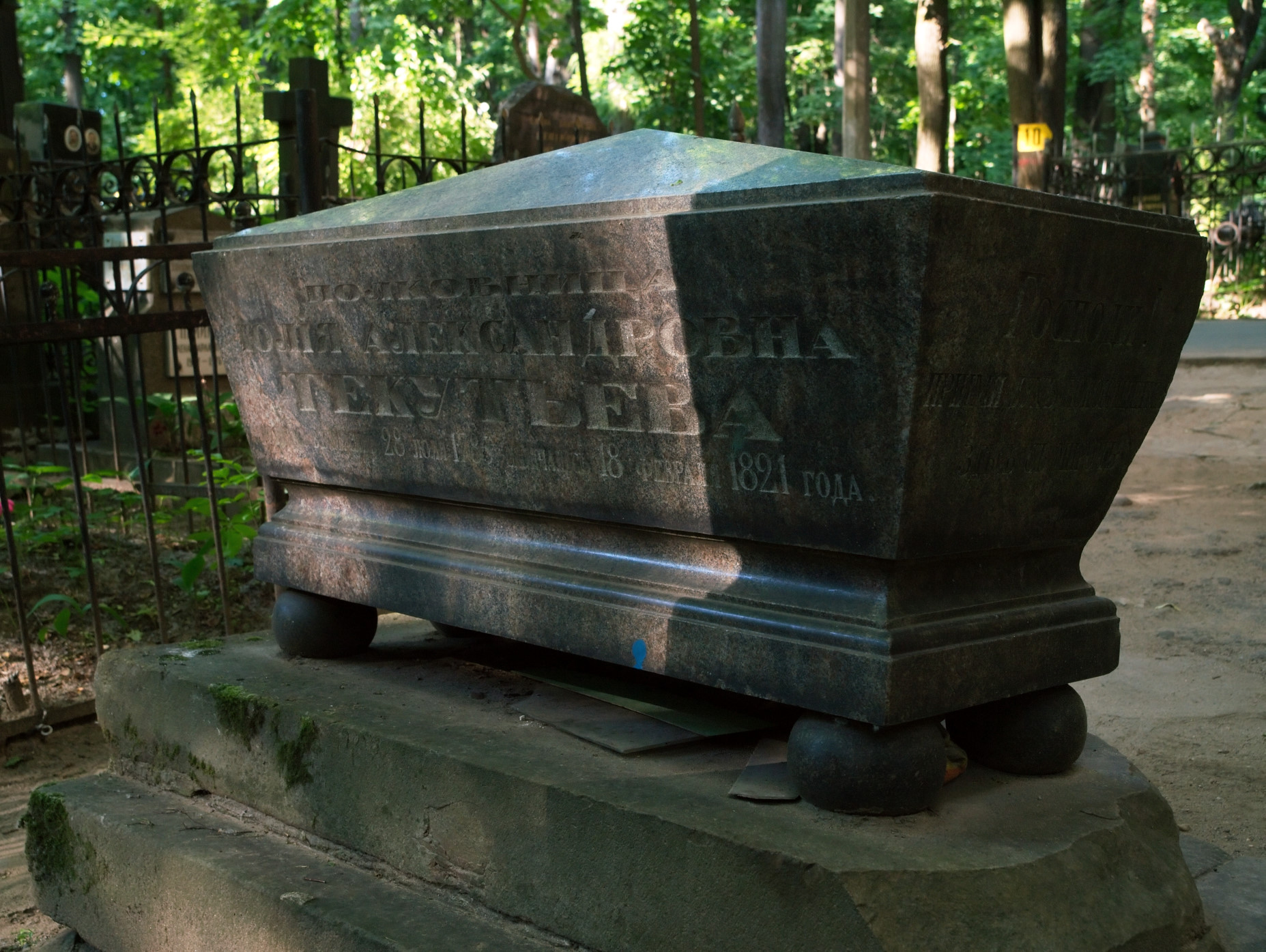
Tombe de la colonelle Tekoutieva, en forme de petit sarcophage
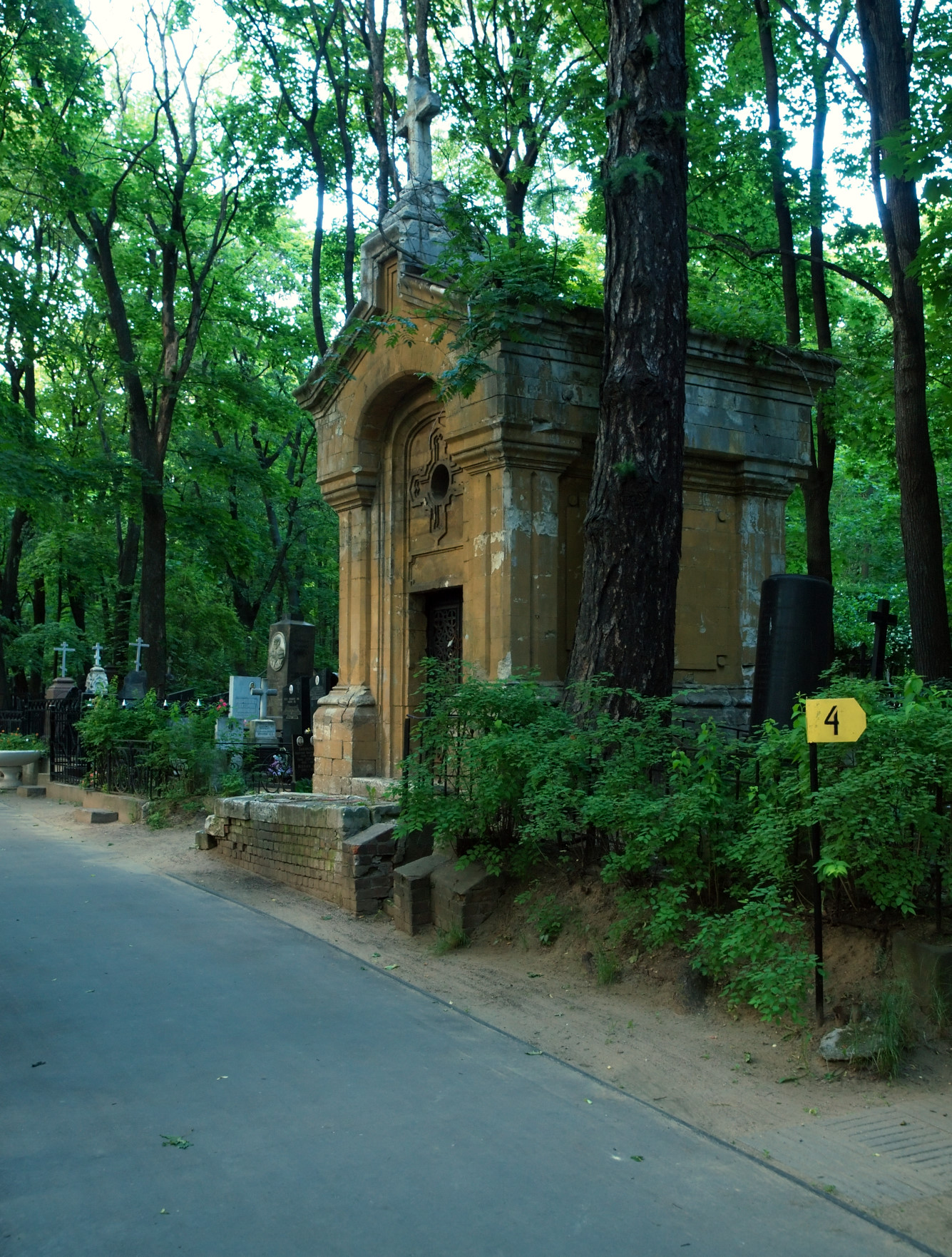
Chapelle funéraire d'une famille catholique

### Après 1917
- Mikhaïl Bakhtine, théoricien de la littérature;
- Anatoli Brandoukov, violoncelliste;
- Irina Brjevskaïa, soprano;
- Bruno de Faletans, lieutenant français du Normandie-Niémen;
- Boris Fomine, compositeur de musique populaire;
- Elizaveta Gerdt, ballerine;
- Alexandre Godounov, danseur (cénotaphe, ses cendres ayant été dispersées dans le Pacifique);
- Ivan Goloubev-Monatkine, contre-amiral;
- Leonid Grossman, écrivain;
- Véra Inber, poétesse;
- Anna Izriadnova, épouse de Serge Essénine;
- Alexandre Kazantsev, auteur de science-fiction;
- Roman Klein, architecte;
- Mikhaïl Kozakov, acteur;
- Nikolaï Koltsov, biologiste;
- Ivan Kouznetsov, architecte;
- Olga Lepechinskaïa, ballerine;
- Constantin Melnikov, architecte;
- Mikhaïl Menzbier, zoologue;
- Margarita Morozova, mécène sous l'Ancien régime;
- Mikhaïl Morozov, universitaire spécialiste de Shakespeare;
- Alexandre Mossolov, compositeur;
- Roberto Oros di Bartini, constructeur aéronautique, italien devenu soviétique;
- Youri Ozerov, cinéaste;
- Helmuth von Pannwitz, officier allemand;
- Sofia Parnok, poétesse;
- Andreï Popov, acteur;
- Mikhaïl Prichvine, écrivain;
- Ivan Rerberg, architecte;
- Mark Reisen, chanteur d'opéra;
- Alberto Sánchez Pérez, peintre et sculpteur;
- Abram Room, réalisateur et acteur;
- Guennadi Rojdestvenski, chef de l'orchestre;
- Piotr Sobolevski, acteur;
- Ivan Sousloparov, général soviétique, signataire de l'acte de reddition allemande à Reims le 7 mai 1945
- Alla Tarassova, actrice;
- Vladimir Tchertkov, proche et éditeur de Tolstoï;
- Vladimir Tsybine, flûtiste et chef d'orchestre;
- Sergueï Vassilenko, compositeur;
- Apollinary Vasnetsov, peintre;
- Victor Vasnetsov, peintre;
- Nikolaï Matveïev, peintre;
- Tatiana Pelttser, actrice soviétique
- Maria Yudina, pananiste;
- Rina Zelionaïa, actrice soviétique.

#### Galerie

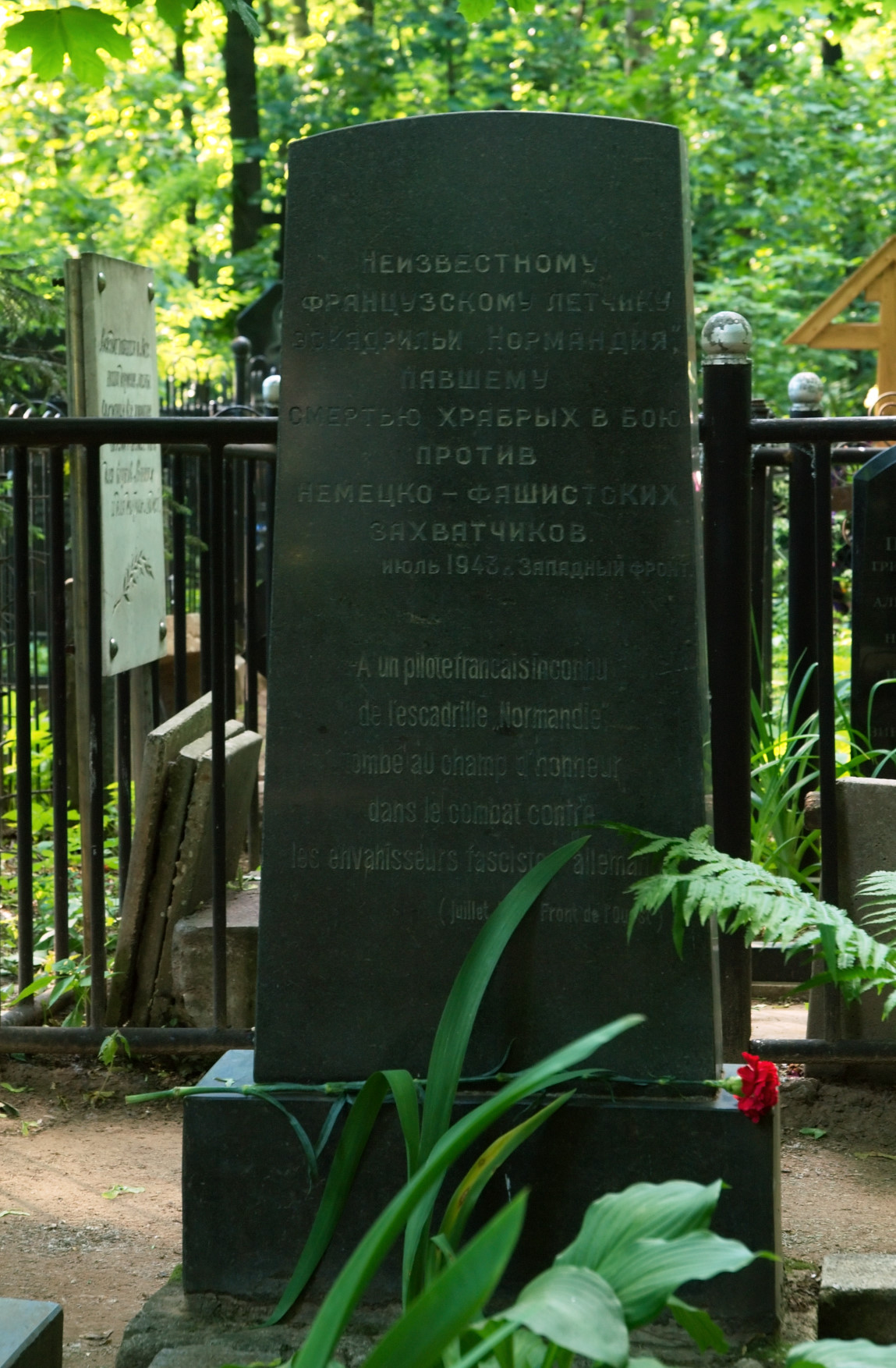
Tombe d'un soldat inconnu français de l'escadrille Normandie-Niémen tombé en juillet 1943
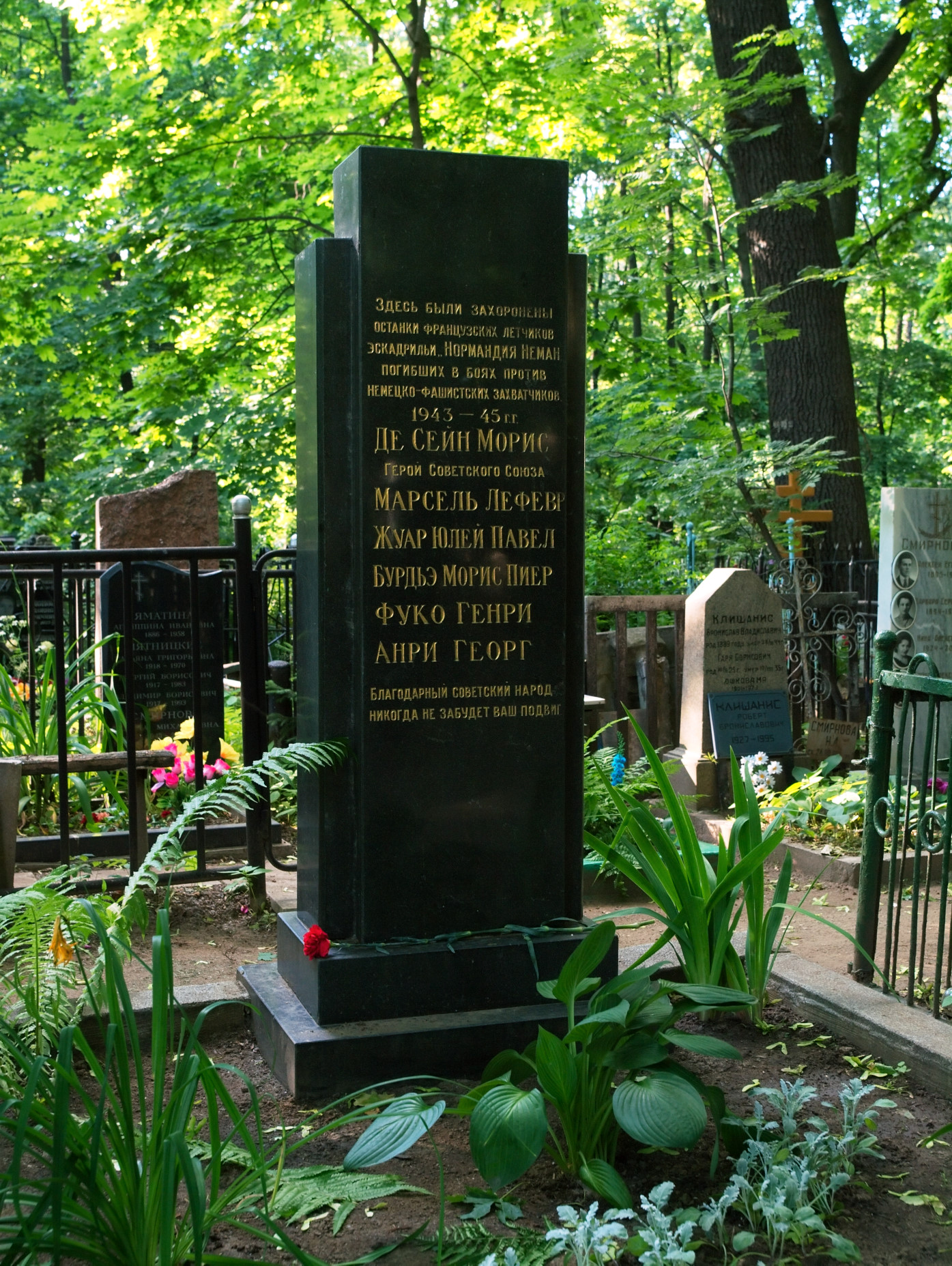
Cénotaphe à la mémoire de six pilotes de l'escadrille Normandie Niemen : Maurice de Seynes, héros de l'Union soviétique, Lt Marcel Lefevre, Paul-Jules Jouarre, Pierre-Maurice Bourdieu, Henri Foucault et Georges Henry, réenterrés en France